# Limnophyes groenlandiensis
Limnophyes groenlandiensis är en tvåvingeart som beskrevs av Anderson 1937. Limnophyes groenlandiensis ingår i släktet Limnophyes och familjen fjädermyggor.
Artens utbredningsområde är Grönland. Inga underarter finns listade i Catalogue of Life.